# 태평 (요)
태평(太平, 1021년 11월 ~ 1031년 6월)은 요나라(거란국) 성종(聖宗) 야율 융서(耶律 隆緖)의 세번째 연호이다. 9년 8개월 가량 사용하였다. 성종(聖宗)이 죽고 난 후에 흥종(興宗)이 경복으로 개원할 때까지 사용하였다.

## 개원
- 개태(開泰) 10년 11월 12일[1](1021년 12월 18일)에 연호를 태평(太平)으로 개원함.[2][3][4]

- 태평(太平) 11년 6월 15일[5](1031년 7월 7일)에 연호를 경복(景福)으로 개원함.[6][7][4]

## 연대 대조표
| 태평       | 원년           | 2년             | 3년             | 4년        | 5년        | 6년        | 7년        | 8년        | 9년        | 10년       |
| 서기(西紀) | 1021년         | 1022년          | 1023년          | 1024년     | 1025년     | 1026년     | 1027년     | 1028년     | 1029년     | 1030년     |
| 간지(干支) | 신유(辛酉)     | 임술(壬戌)      | 계해(癸亥)      | 갑자(甲子) | 을축(乙丑) | 병인(丙寅) | 정묘(丁卯) | 무진(戊辰) | 기사(己巳) | 경오(庚午) |
| 북송(北宋) | 천희(天禧) 5년 | 건흥(乾興) 원년 | 천성(天聖) 원년 | 2년        | 3년        | 4년        | 5년        | 6년        | 7년        | 8년        |
| 태평       | 11년           |                 |                 |            |            |            |            |            |            |            |
| 서기(西紀) | 1031년         |                 |                 |            |            |            |            |            |            |            |
| 간지(干支) | 신미(辛未)     |                 |                 |            |            |            |            |            |            |            |
| 북송(北宋) | 천성(天聖) 9년 |                 |                 |            |            |            |            |            |            |            |

## 동시대 연호

### 중국
송(宋)
- 천희(天禧) (1016년 ~ 1021년)
- 건흥(乾興) (1022년)
- 천성(天聖) (1023년 ~ 1032년)

대리국(大理國)
- 명계(明啓) (1010년 ~ 1022년)
- 명통(明通) (1023년 ~ 1026년)
- 정치(正治) (1027년 ~ 1041년)

기타
- 대연림(大延琳) 천경(天慶) (1029년 ~ 1030년)

### 베트남
- 투언티엔(順天) (1010년 ~ 1028년)
- 티엔타인(天成) (1028년 ~ 1034년)

### 일본
- 지안(治安) (1021년 ~ 1024년)
- 만주(萬壽) (1024년 ~ 1028년)
- 조겐(長元) (1028년 ~ 1037년)

## 같이 보기
- 다른 왕조의 같은 연호
  - 동오(東吳) 태평(太平, 256년 ~ 258년)
  - 북연(北燕) 태평(太平, 409년 ~ 430년)
  - 유연(柔然)  태평(太平, 485년 ~ 491년)
  - 양(梁) 태평(太平, 556년 ~ 557년)
  - 딘 왕조(丁朝) 타이빈(太平, 970년 ~ 980년)
  - 서송(徐宋) 태평(太平, 1356년 ~ 1358년)

- 중국의 연호 목록